# Ramil Guliyev
Ramil Guliyev (ázerbájdžánsky Ramil Eldar oğlu Quliyev; * 29. května 1990 Baku) je ázerbájdžánský atlet, sprinter, od roku 2011 reprezentující Turecko.

## Sportovní kariéra
V roce 2009 zvítězil v běhu na 200 metrů na juniorském mistrovství Evropy, na poloviční trati vybojoval stříbrnou medaili. Ve stejné sezóně skončil sedmý ve finále běhu na 200 metrů na mistrovství světa v Berlíně. Na mistrobvství Evropy v roce 2014 obsadil ve finále běhu na 200 metrů šesté místo, o dva roky později se na této trati stal vicemistrem Evropy. Na olympiádě v Rio de Janeiro doběhl ve finále „dvoustovky” osmý. V srpnu 2017 se v Londýně na této trati stal mistrem světa. Úspěchem pro něj dopadlo také mistrovství Evropy v roce 2018, kde zvítězil v běhu na 200 metrů.

## Osobní rekordy
Dráha
- Běh na 100 metrů – 9,97 s – 6. červenec 2017, Bursa[1]
- Běh na 200 metrů – 19,76 s – 9. srpen 2018, Berlín (NR)[2]

#### Hala
- Běh na 60 metrů – 6,58 s – 13. leden 2012, Sumy
- Běh na 200 metrů – 21,05 s – 14. únor 2012, Liévin